# Naushahro Feroze
Naushahro Feroze (en ourdou : نوشہروفِيروز) est une ville pakistanaise, capitale du district de Naushahro Feroze, dans le nord de la province du Sind, dont elle n'est pourtant que la quatrième plus grande ville, largement dépassée par Moro, la plus peuplée du district. Elle est située à moins de 70 kilomètres à l'est de Dadu.
La population de la ville a été multipliée par plus de quatre entre 1972 et 2017, passant de 7 977 habitants à 38 181. Entre 1998 et 2017, la croissance annuelle moyenne s'affiche à 5 %, largement supérieure à la moyenne nationale de 2,4 %. Selon le recensement de 2023, la population de la ville monte à 87 416 habitants.
|            | 1972 (rec.) | 1981 (rec.) | 1998 (rec.) | 2017 (rec.) | 2023 (rec.) |
| ---------- | ----------- | ----------- | ----------- | ----------- | ----------- |
| Population | 7 977       | 8 567       | 15 158      | 38 181      | 87 416      |